# Mixomesus pellucidus
Mixomesus pellucidus är en kräftdjursart som beskrevs av Wolff 1962. Mixomesus pellucidus ingår i släktet Mixomesus och familjen Ischnomesidae.
Artens utbredningsområde är havet kring Nya Zeeland. Inga underarter finns listade i Catalogue of Life.